# Roman Umiastowski
Roman Umiastowski (* 10. Februar 1893 in Warschau; † 29. Dezember 1982 in London) war ein polnischer Oberst und Militärhistoriker. Unter dem Pseudonym Bolesław Żarnowiecki veröffentlichte er auch  Science-Fiction.

## Leben
Roman Umiastowski besuchte das Gymnasium in Warschau und diente im Ersten Weltkrieg in der Zaristischen Russischen Armee. 1922/23 besuchte er die Kriegsakademie in Warschau und schloss diese als Offizier des Generalstabes ab. Er wurde Stabschef des stellvertretenden Inspektors der 1. Armee unter Divisionsgeneral Edward Rydz-Śmigły.
1928 wurde Umiastowski Dozent an der Kriegsakademie. Im November 1928 wurde ihm als Stabschef die Führung der 3. Infanteriedivision in Zamość übertragen. Im September 1930 wurde er zum Bataillonskommandanten des Infanterieregiments in Pinsk verlegt. Im März 1932 wurde er als stellvertretender Regiments-Kommandeur in das 28. Regiments nach Łódź verlegt. Von September 1937 bis März 1939 befehligte er das 37. Infanterieregiment in Kutno.
Während des deutschen Überfalls auf Polen im September 1939 war er Propagandaleiter im Stab des Obersten Befehlshabers. Am 6. September 1939, kurz vor Mitternacht, forderte er die Warschauer über Rundfunk auf, sich am Bau von Barrikaden und Befestigungsanlagen gegen die unmittelbare Bedrohung der Stadt durch die Deutschen zu beteiligen. Gleichzeitig forderte er alle Männer auf, die Waffen tragen können und noch nicht zur Armee bestellt sind, die Hauptstadt unverzüglich zu verlassen und nach Osten zu gehen, wo sie mobilisiert werden sollten. Der Aufruf löste große Panik aus, weshalb Umiastowski vom Posten des Propaganda-Chefs zurücktreten musste.
Nach dem Zusammenbruch des polnischen Widerstandes emigrierte Umiastowski über Frankreich nach England und veröffentlichte dort militärhistorische Analysen.
Sein Sohn fiel 1944 bei der Schlacht um Monte Cassino.
Umiastowski wurde später Antiquar und sammelte alte Drucke, Stiche und Karten. Seine Sammlung befindet sich heute im Polenmuseum Rapperswil in der Schweiz.

## Schriften
- Terytorjum Polski pod względem wojskowym. 1921
- Geografja wojenna Rzeczpospolitej Polskiej i ziem ościennych. Wojskowy Instytut Naukowo-Wydawniczy, 1924
- Granice polityczne naturalne i obronne w czasach pokoju i wojny. Księgarnia Geograficzna "Orbis" 1925
- Rok 1974. Powieść z czasów przyszłych. Toruń 1927 (unter Pseudonym)
- Rok 1975. Powieść z czasów przyszłych. Toruń 1927 (Tom II)
- Ludzie morza. Wojna na powierzni wód. Warschau 1928
- Ludzie przestworza życie i walki lotników wielkiej wojny. Z pamiętników i dokumentów wybrał. Głowna księgarnie wojskowa 1936
- Bitwa Polska - Battle of Poland. Przygotowanie i przebieg początku wojny Polsko-Niemieckiej w roku 1939. 1942
- Russia and the Polish Republic 1918–1941. 1945
- Poland, Russia and Great Britain, 1941–1945. A Study of Evidence. London 1946
- Dziennik wojenny 18 IX 1939–19 IX 1945. Warschau 2009 (hg. v. Przemysław Marcin Żukowski), ISBN 978-83-7181-544-7